# Östra Möcklö
Östra Möcklö este o arie protejată (arie specială de conservare — SAC, sit de importanță comunitară — SCI) din Suedia întinsă pe o suprafață de 27,7 ha, integral pe uscat.

## Localizare
Centrul sitului Östra Möcklö este situat la coordonatele 56°08′52″N 15°46′50″E / 56.1478°N 15.7806°E.

## Înființare
Situl Östra Möcklö a fost declarat sit de importanță comunitară în ianuarie 2002 pentru a proteja 1 specie de animale. Situl a fost protejat și ca arie specială de conservare în martie 2011.

## Biodiversitate
Situată în ecoregiunile continentală și marină baltică, aria protejată conține 4 habitate naturale: Pajiști fino-scandinave uscate până la mezice, bogate în specii de altitudine mică, Pășuni din zone de pădure fino-scandinave, Roci stâncoase cu vegetație pionieră de Sedo-Scleranthion sau Sedo albi-Veronicion dillenii, Pășuni de coastă din Baltica boreală.
La baza desemnării sitului se află o specie protejată de  nevertebrate: rădașcă (Lucanus cervus).